# フリードリヒ・ヴィネッケ

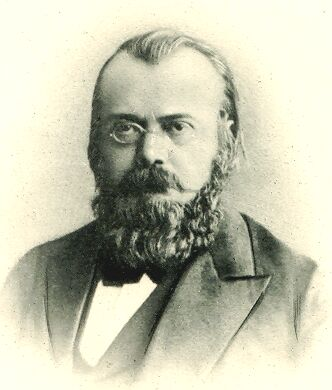

フリードリヒ・アウグスト・テオドール・ヴィネッケ（Friedrich August Theodor Winnecke、 1835年2月5日 - 1897年12月3日）は、ドイツの天文学者。ウィンネッケとも表記される。

## 人物
ハノーファー近くのグロスヘーレ（Groß-Heere）で生まれた。1858年から1865年までロシアのプルコヴォ天文台で働いた後、ドイツに戻り1872年から1881年までストラスブール大学の天文学の教授を務めた。ボンで没した。
多くの彗星の発見者、共同発見者であり、発見した彗星には周期彗星　7P/ポンス・ウィンネッケ彗星や、1度はポン・コッジャ・ヴィネッケ・フォーブズ彗星と呼ばれて、現在は軌道を計算したアンドリュー・クロンメリンの名前がつけられた27P/クロンメリン彗星などが含まれている。
ウィンネッケは 二重星の一覧を編纂し、多くの星雲を発見した。